# Yoon Bora
Dans ce nom coréen, le nom de famille, Yoon, précède le nom personnel.
Yoon Bo-ra (en coréen: 윤보라) née le 30 décembre 1989, mieux connue sous le nom de Bora (en coréen: 보라), est une chanteuse et actrice sud-coréenne. Elle est connue pour faire partie du girl group sud-coréen, Sistar ainsi que de son sous-groupe, Sistar19.

## Biographie
Bora est née le 30 décembre 1989 à Séoul, Corée du Sud. Elle est diplômée en musique à Myongji University, et graduée en février 2015.

## Filmographie

### Cinéma
- 2019 : Sunkist Family de Kim Ji-hye : Kyeong-joo

### Dramas
| Année     | Titre            | Rôle         | Note(s)                       | Chaîne    |
| --------- | ---------------- | ------------ | ----------------------------- | --------- |
| 2012      | Shut Up Family   | Elle-même    | Caméo, Ép. 22                 | KBS2      |
| 2014      | Doctor Stranger  | Lee Changyi  | Rôle secondaire               | SBS       |
| 2015      | Flatterer        | Bong Hee     | Rôle principal                | Web Drama |
| 2015      | High-End Crush   | Min Joo      | Rôle secondaire               | Web Drama |
| 2019–2020 | Chocolate        | Hui Na       | Caméo (Ép. 13, 15, 16)        | JTBC      |
| 2020–2023 | Dr. Romantic 2   | Yoo Young-mi | Rôle secondaire (saisons 2-3) | SBS TV    |
| 2021–2022 | The One and Only | Veronica     | Rôle secondaire               | JTBC      |

### Émissions de télévision
| Année     | Titre                                 | Chaîne    | Note(s)                                                |
| --------- | ------------------------------------- | --------- | ------------------------------------------------------ |
| 2010–2012 | Let's Go Dream Team 2                 | KBS2      | Épisodes 44, 53, 55, 71, 74, 77, 86, 92, 166, 182, 188 |
| 2011      | Invincible Youth                      | KBS       | Épisodes 53, 54                                        |
| 2011–2012 | Invincible Youth 2                    | KBS       | Série régulière                                        |
| 2011–2012 | Quiz to Change the World              | MBC       | Épisodes 150, 169, 192                                 |
| 2012      | Strong Heart                          | SBS       | Épisodes 113, 114                                      |
| 2012      | Running Man                           | SBS       | Épisodes 95, 174                                       |
| 2012      | 1 Night 2 Days                        | KBS2      | Épisode 252                                            |
| 2013      | Blind Test Show 180°                  | MBC       | Épisode 3                                              |
| 2013      | Shinhwa Broadcast                     | JTBC      | Épisodes 45, 46                                        |
| 2013      | Fashion King Korea                    | SBS       | Juge                                                   |
| 2013      | Barefooted Friends                    | SBS       | Épisode 25                                             |
| 2013      | 2013 Idol Star Olympics Championships | MBC       | Participante                                           |
| 2013      | Cool Kiz On The Block                 | KBS2      | Épisode 12                                             |
| 2014      | Running Man                           | SBS       | Épisode 201                                            |
| 2015      | A Style For You                       | KBS World | Co-MC                                                  |
| 2015      | Running Man                           | SBS       | Épisode 255                                            |
| 2015      | You Hee-yeol's Sketchbook             | KBS2      | Épisode 284                                            |
| 2016      | Law of the Jungle in Panama           | SBS       | Membre du casting                                      |
| 2016      | Hit the Stage                         | Mnet      | Concurrente                                            |
| 2016      | Talents for Sale                      | KBS       | Épisodes 7 & 8                                         |
| 2016      | Knowing Bros                          | JTBC      | Épisode 32                                             |
| 2016      | Running Man                           | SBS       | Épisode 307                                            |

### Présentation
| Année     | Événement                     | Date                            |
| --------- | ----------------------------- | ------------------------------- |
| 2012      | M! Countdown                  | 19 avril                        |
| 2012      | Show! Music Core              | 4, 18, 25 août                  |
| 2013      | Let's Go Dream Team! Season 2 | 5 mai                           |
| 2013–2015 | Music Bank                    | 25 octobre 2013 – 24 avril 2015 |

### Apparitions dans des clips vidéos
| Année | Clip vidéo         | Artiste(s)   | Rôle      |
| ----- | ------------------ | ------------ | --------- |
| 2011  | Boyfriend          | Boyfriend    | Elle-même |
| 2012  | I Need You         | K.Will       | Elle-même |
| 2012  | Because I Like You | Lee Seok Hun | Elle-même |
| 2015  | Wet                | Jooyoung     | Elle-même |

## Récompenses
| Année | Organisation             | Catégorie         | Travail nommé | Résultat |
| ----- | ------------------------ | ----------------- | ------------- | -------- |
| 2013  | KBS Entertainment Awards | Best Rookie Award | Music Bank    | Lauréat  |

### Sources
- (en) Cet article est partiellement ou en totalité issu de l’article de Wikipédia en anglais intitulé « Yoon Bo-ra » (voir la liste des auteurs).